# Día del Roto Chileno
El Día del Roto Chileno es una celebración realizada en Chile cada 20 de enero en el barrio Yungay de Santiago. Se realiza en honor del "roto", chilenos pobres que participaron en el Ejército Unido Restaurador.

## Origen
Por Decreto del presidente José Joaquín Prieto se creó el 5 de abril de 1839 el Barrio Yungay en Santiago, nombrado en honor del lugar de la batalla de Yungay que dio la victoria a Chile en la Guerra contra la Confederación Perú-Boliviana.
La primera fiesta se llevó a cabo un año después de terminada la guerra, no sólo para celebrar la victoria chilena sino también a los soldados que participaron en ella. Son llamados rotos pues eran personas de origen urbano y pobres que tenían sus ropas mayormente descosidas.
En sus primeros años, las celebraciones duraban un mes cambiando con el pasar del tiempo. Desde 1889 se celebra el día 20 de enero junto a la estatua del roto chileno en la Plaza Yungay.
En la actualidad este día se celebra con obras de teatro, talleres de cultivo, feria de artesanos, recorridos patrimoniales, exhibiciones de cueca y degustación de comida típica organizadas por los vecinos y organizaciones sociales del barrio.